# 482 Petrina
482 Petrina
482 Petrina là một tiểu hành tinh ở vành đai chính. Nó được Max Wolf phát hiện ngày 3.3.1902 ở Heidelberg và được đặt theo tên Petrina, dạng giống cái của Petrus trong tiếng Latinh (tức Peter trong tiếng Anh), tên một con chó của Max Wolf.